# Masters de París 1999
El Masters de París 1999 fue un torneo de tenis jugado sobre moqueta. Fue la edición número 28 de este torneo. Se celebró entre el 1 de noviembre y el 8 de noviembre de 1999. 

## Campeones

### Individuales masculinos
Andre Agassi vence a  Marat Safin 7–6(1), 6–2, 4–6, 6–4.

### Dobles masculinos
Sébastien Lareau /  Alex O'Brien vencen a  Paul Haarhuis /  Jared Palmer, 7–6(9–7), 7–5.
| Predecesor: París 1998 | Masters de París 1999 | Sucesor: París 2000 |